# Alois Riehl
Alois Adolf Riehl (født 27. april 1844 i Bozen, død 21. november 1924 i Berlin) var en tysk filosof.
Riehl, der 1873 blev professor i Graz, senere i Berlin, står som en af de mest fremragende repræsentanter for nykriticismen, den filosofiske bevægelse, der i 19. århundredes sidste halvdel efter romantikken søgte tilbage til Kant. Nykriticismen drog atter erkendelsesproblemet i forgrunden, og Riehls hovedværk Der philosophische Kriticismus (1876—87) har været et af de betydeligste i den moderne erkendelsesteoris historie. Af Riehls andre værker må nævnes Über wissenschaftliche und nicht-wissenschaftliche Philosophie (1883) og Zur Einführung in die Philosophie der Gegenwart (1903).